# Stasimopus insculptus
Stasimopus insculptus là một loài nhện trong họ Ctenizidae. S. insculptus được miêu tả năm 1901 bởi Mary Agard Pocock.